# اقتصاد مختلط
اقتصاد مختلط به اشکال گوناگون به عنوان یک نظام اقتصادی متشکل از مخلوطی از هر دو نظام بازار و برنامه‌ریزی اقتصادی، مالکیت عمومی و مالکیت خصوصی یا بازار آزاد و مداخله گری اقتصادی تعریف شده‌است. با این حال در اکثر موارد «اقتصاد مختلط» به اقتصادهای بازار با مقررات نظارتی قوی و ارائه کالای عمومی از سوی دولت اشاره دارد، اگر چه برخی از اقتصادهای مختلط تعدادی شرکت دولتی نیز ارائه می‌کنند. به‌طور کلی ویژگی اقتصاد مختلط مالکیت خصوصی ابزار تولید، تسلط بازارها برای هماهنگی اقتصادی و تشکیلات اقتصادی سودجویانه و انباشت سرمایه به عنوان نیروی محرکه اساسی فعالیت‌های اقتصادی است.

برخی از سوسیالیست‌ها حامی این نوع از سیستم اقتصادی می‌باشند.